# Карл Бернхард Саксен-Веймар-Эйзенахский
Карл Бернхард Саксен-Веймар-Эйзенахский (нем. Karl Bernhard von Sachsen-Weimar-Eisenach; 30 мая 1792 — 31 июля 1862) — саксонский дворянин и военный, участник Наполеоновских войн.

## Биография
Карл Бернхард был младшим сыном саксен-веймарского герцога (будущего великого герцога саксен-веймар-эйзенахского) Карла Августа и Луизы Августы Гессен-Дармштадтской.
Был зачислен в прусскую армию, в 1806 году воевал под началом Фридриха Людвига цу Гогенлоэ-Ильфинген.
В 1809 году был зачислен в саксонскую армию, и под началом маршала Бернадота участвовал в Ваграмской битве, за проявленную храбрость был принят Наполеоном в члены ордена Почётного легиона. Под влиянием членов семьи не стал участвовать в русской кампании Наполеона, а вместо этого совершил поездку по Италии и Франции.
В 1813 году, после «Битвы народов» под Лейпцигом Карл Бернхард вновь вернулся на военную службу, однако после Венского конгресса, когда саксонская армия была сокращена вдвое, перешёл на нидерландскую службу. Во время битвы при Катр-Бра бригада Карла Бернхарда защищала перекрёсток дорог от маршала Нея до прибытия подкреплений. В битве при Ватерлоо Карл Бернхард командовал силами Союзников, защищавшимися на крайнем левом фланге, и выстоял до подхода прусского корпуса Блюхера. Впоследствии он был произведён в генерал-майоры и стал военным командующим провинции Восточная Фландрия.
В 1825—1826 годах Карл Бернхард совершил поездку по США; заметки об этой поездке он опубликовал в 1828 году, и они сразу же были переведены на английский язык. В 1825—1828 годах Карл Бернхард на лондонских переговорах по греческому вопросу был предложен Россией в качестве монарха будущего греческого государства, однако это предложение было отвергнуто другими державами.

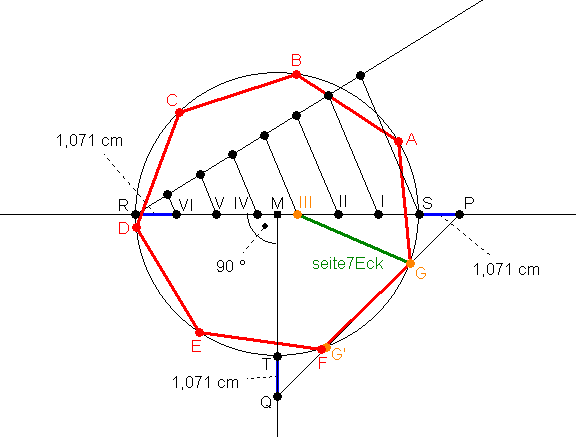
Построение правильного семиугольника, предложенное Карлом Бернхардом

Когда в 1830 году началась Бельгийская революция, нидерландская дивизия под командованием Карла Бернхарда в ходе сражение под Хасселтом уничтожила бельгийские войска и заняла Тинен.
В 1837 году Карл Берхнард вместе со старшим сыном Вильгельмом посетил Россию. 29 августа 1837 года был награждён орденом Св. Андрея Первозванного.
После смерти Вильгельма и сокращения нидерландской армии Карл Бернхард оставил военную службу и стал жить частной жизнью, однако вскоре отправился на Яву и в 1847—1850 годах командовал нидерландской ост-индской армией.
Карл Бернхард интересовался математикой, его методы построения правильных многоугольников были опубликованы в изданном в 1842 году в Йене двухтомном «Учебнике геометрии».

## Семья и дети
30 мая 1816 года Карл Бернхард женился в Мейнингене на Иде Саксен-Мейнингенской. У них было восемь детей:
- Луиза (1817—1832) — скончалась в возрасте 15 лет бездетной;
- Вильгельм (1819—1839) — ушел из жизни в возрасте 19 лет бездетным и неженатым;
- Амалия (1822) — умерла младенцем;
- Эдвард (1823—1902) — британский фельдмаршал, провел почти всю жизнь в Великобритании, женился морганатическим браком на  леди Августе Гордон-Леннокс, детей не имел;
- Герман (1825—1901) — вюртембергский генерал-майор, был женат на Августе Вюртемберской, имел шестеро детей;
- Густав (1827—1892) — морганатически женился на Пьерине Мароччиа, детей нет;
- Анна (1828—1864) — умерла в возрасте 35 лет незамужней и бездетной;
- Амалия (1830—1872) — жена принца Генриха Нидерландского, детей не имела.